# Rune Carlsson (fotbollsspelare)
Rune Valentin Carlsson (senare Wamme), född 1 oktober 1909 i Eskilstuna, död 14 september 1943 i Linköping, var en svensk fotbollsspelare (mittfältare) som gjorde 7 landskamper och var uttagen i den svenska truppen till VM 1934. Han spelade där i Sveriges båda matcher i turneringen när man åkte ut mot Tyskland i kvartsfinal.
Carlsson, som under sin klubbkarriär till större delen tillhörde IFK Eskilstuna, spelade under åren 1930-34 sammanlagt 7 landskamper (0 mål).

## Meriter

### I landslag
Sverige
- Uttagen till VM: 1934 (spelade i Sveriges båda matcher)[1]
- 7 landskamper, 0 mål

### I klubblag
IFK Eskilstuna

### Webbsidor
- Profil på Footballzz.com
- Lista på landskamper, Svenskfotboll.se, Läst 20 februari 2013.
- Sveriges trupp VM 1934, Fifa.com